# Tetiana Szynkarenko
Tetiana Wołodymyriwna Szynkarenko (ukr. Тетяна Володимирівна Шинкаренко;  ur. 26 października 1978 w Czerniowcach) – ukraińska piłkarka ręczna, medalistka olimpijska.
Córka Ludmiły i Wołodymyra. Ukończyła internat w Browarach i Lwowski Państwowy Uniwersytet Kultury Fizycznej. Grała we lwowskiej Haliczance, zaś potem w Motorze Zaporożu, z którym kilkukrotnie zdobywała mistrzostwo Ukrainy. Od 2003 zawodniczka austriackiego Hypo Niederösterreich, z którym wygrywała mistrzostwa Austrii.
W 1996 zdobyła srebrny medal młodzieżowych mistrzostw Europy, zaś w 2000 uzyskała srebrny medal seniorskich mistrzostw Europy. Wystąpiła na letnich igrzyskach olimpijskich w Atenach, na których Ukraina zdobyła brązowy medal olimpijski, Szynkarenko strzeliła w Atenach sześć bramek.
Odznaczona Orderem Księżnej Olgi III stopnia (2004), zasłużona mistrzyni sportu Ukrainy (2004). Zamężna z Serhijem, prawnikiem i informatykiem. W 2006 roku urodziła syna Ołeksandra.